# しらべてまとめて伝えよう〜メディア入門
『しらべてまとめて伝えよう〜メディア入門』（しらべてまとめてつたえよう メディアにゅうもん）は、NHK教育テレビジョンで2000年4月10日から2005年3月15日まで放送されていた小学校3年生・4年生向けの学校放送（教科：総合学習）である。

## 概要
小学校3年生または4年生の子供たちが「MIA」（メディア・インフォメーション・エージェンシー）の部長「ボス」からの司令に基づいて様々な取材・検証を行い、情報を発信する立場になることでメディアの仕組み、人とのコミュニケーションの取り方、情報モラルなどについて学んでいくという趣向の番組。

## 放送時間
いずれも日本標準時、別の時間帯での再放送あり。
| 期間                          | 放送時間                                                       |
| ----------------------------- | -------------------------------------------------------------- |
| 2000年4月10日 - 2001年3月12日 | 月曜日 10:00 - 10:15                                           |
| 2001年4月9日 - 2002年3月11日  | 月曜日 09:45 - 10:00                                           |
| 2002年4月8日 - 2003年3月17日  | 月曜日 10:45 - 11:00                                           |
| 2003年3月25日 - 2004年3月16日 | 火曜日 11:15 - 11:30 2003年3月25日放送分は過去の内容の再放送。 |
| 2004年4月6日 - 2005年3月15日  | 火曜日 09:30 - 09:45                                           |

## キャスト
- ボスの声 - 置鮎龍太郎
- ナレーター - 山本麻里安

## スタッフ
- CG制作 - 赤坂朋弘
- 音楽 - 岩﨑元是
- タイトル映像 - 川崎郷太